# Favites flexuosa
Espèce
Statut CITES
Favites flexuosa est une espèce de coraux appartenant à la famille des Merulinidae ou la famille Faviidae.